# Die Toten vom Bodensee – Das zweite Gesicht
Die Toten vom Bodensee – Das zweite Gesicht ist ein deutsch-österreichischer ORF/ZDF-Fernsehfilm von Christian Theede aus dem Jahr 2022. Dies ist der 14. Teil der Krimiserie Die Toten vom Bodensee. Im ORF wurde der Film erstmals am 9. Jänner 2022 gezeigt, im ZDF am darauffolgenden Tag.

## Handlung
In ihrem 14. gemeinsamen Fall drehen sich die Ermittlungen von Micha Oberländer aus Lindau und Hannah Zeiler aus Bregenz um zwei Morde rund um einen jährlich stattfindenden Geistertanz in Bregenz.
Die junge Lisa Schwegelin taucht völlig verstört bei der Polizei auf und berichtet von einem angeblichen Mord beim Geistertanz. Sie kann das Opfer zwar genau beschreiben, allerdings hat der Umzug noch gar nicht stattgefunden und ein Opfer wurde nicht gefunden. Oberländer hält Lisas Geschichte für erfunden. Einige Stunden später wird der Mann aus Lisas Vision, Hubert Droste, erstochen aufgefunden, so wie Lisa es beschrieben hatte. Für Oberländer ist Lisa damit die mögliche Täterin. Zeiler dagegen glaubt Lisas Aussage, wonach sie den Mann nie gesehen habe.
Bald darauf berichtet Lisa von einer erneuten Mord-Vision. Die Ermittler machen sich zwar sofort auf den Weg, kommen allerdings zu spät und finden Sebastian Willmaier ebenfalls erstochen auf seiner Yacht. Während Psychologe Dr. Sendlak eine wissenschaftliche Erklärung für Lisas Visionen zu finden versucht, führen die Ermittlungen in das Café Köhler, das Barbara und Klaus Köhler, den Eltern von Lisas Freundin Britt, gehört. Dort kam es zu einem Streit der beiden Mordopfer mit Lisas älterem Bruder Marco. Der zählt damit ebenfalls zu den Tatverdächtigen.
Die weiteren Nachforschungen ergeben, dass Lisa unter einer dissoziativen Identitätsstörung (DIS) leidet, Lisas zweite Persönlichkeit nennt sich Lara. Die Ermittler haben den Verdacht, dass Lara die Kontrolle übernommen und die Morde begangen haben könnte. Lisa kann sich während ihrer Blackouts an nichts erinnern. Auch ihren Bruder Marco hatte Lara nach einem Streit tätlich angegriffen und verletzt, während Lisa sich nicht daran erinnern konnte.
Von Lara erfährt Zeiler, dass Lisa von den beiden Mordopfern mehrfach sexuell missbraucht wurde. Allerdings gibt Lara an, dass Lisa sie davon abgehalten hat, Hubert Droste und Sebastian Willmaier umzubringen. Marco wusste von den Vergewaltigungen, weswegen es zum Streit kam. Er gesteht zwar die beiden Morde, Zeiler glaubt ihm dies allerdings nicht, für sie kam das Geständnis zu schnell. Auch werden keine DNA-Spuren von Marco bei den Opfern gefunden.
Klaus Köhler verschwindet, sein Handy kann nicht geortet werden. Er wird später von Oberländer lebend mit einer Stichverletzung gefunden. Auch Britt wurde von den beiden missbraucht, allerdings hatte ihr ihr Vater keinen Glauben schenken wollen, nicht zuletzt weil Willmaier zu seinen besten Kunden zählte. Britt hatte ihrem Vater deswegen eine Mitschuld gegeben. Sie wird schließlich wegen der beiden Morde festgenommen.
Nebenhandlung
Während Oberländer seine frühere Beziehung mit Miriam Thaler wieder aufleben lässt, stellt Zeiler Nachforschungen über Thaler an, so wie dies Oberländer damals mit Zeilers Freund Raphael Stadler gemacht hatte, was sie ihm damals zum Vorwurf gemacht hatte. Die Ermittlungen von Oberländer und Zeiler hatten vor einiger Zeit zu einer zweijährigen Haftstrafe von Thaler geführt. Zeiler stellt sich daher unter anderem die Frage, wie man danach noch eine Beziehung eingehen kann. Thaler wiederum wirft Zeiler Eifersucht vor und freundet sich mit Oberländers Tochter Luna an.

## Produktion und Hintergrund

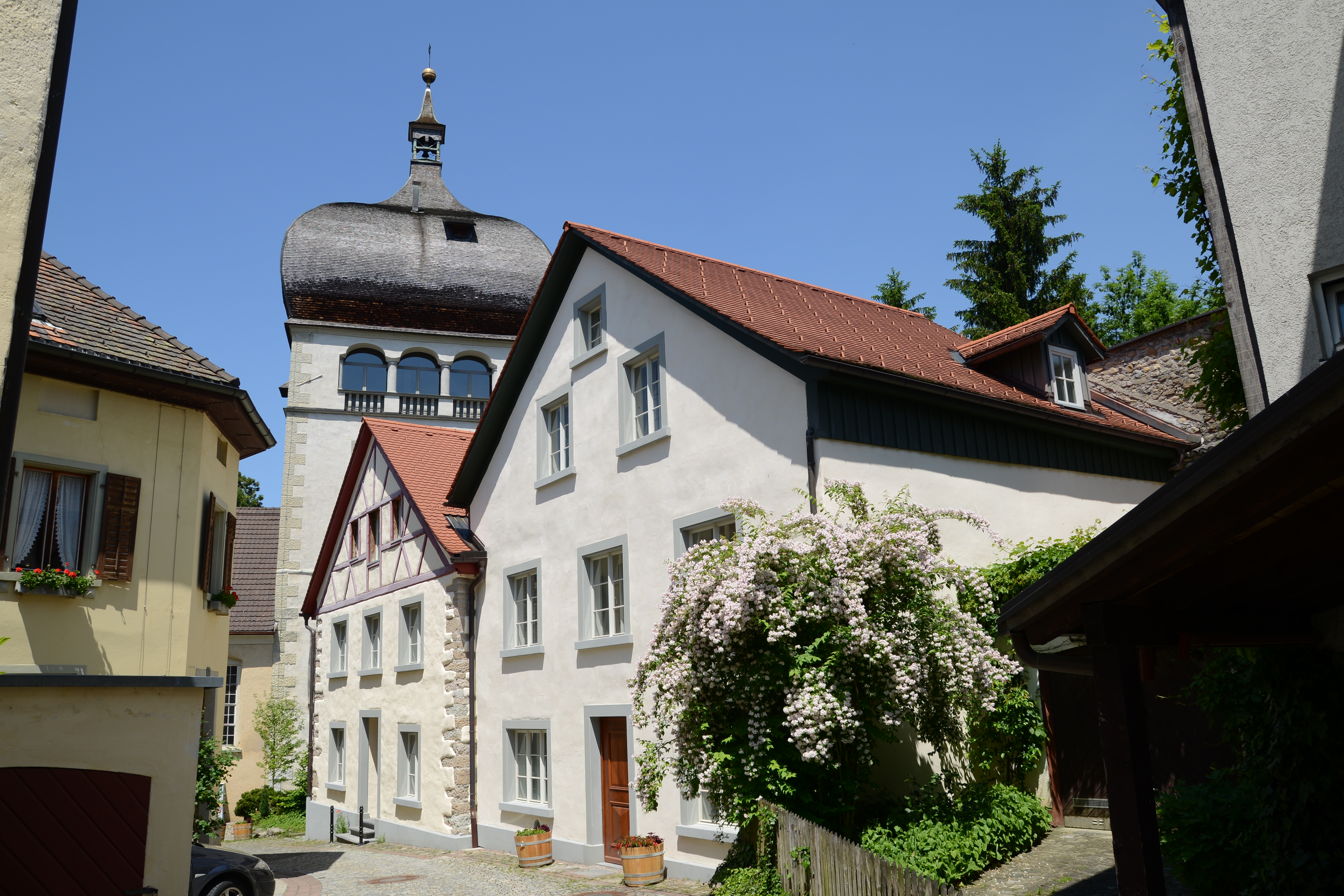
Der Drehort für das Naturgeisterfest: die Oberstadt von Bregenz

Die Dreharbeiten fanden gemeinsam mit dem 15. Teil Unter Wölfen vom 13. April 2021 bis 17. Juni 2021 am Bodensee und Umgebung statt.
Als Drehort für den im Film gezeigten Geistertanz und das Naturgeisterfest diente die historische Oberstadt von Bregenz. Der Bauernhof, auf dem Lisa Schweglin und ihr Bruder leben, befindet sich in Doren im Bregenzerwald.
Produziert wurde der Film von der Graf Filmproduktion GmbH und Rowboat Film- und Fernsehproduktion, beteiligt waren der Österreichische Rundfunk und das Zweite Deutsche Fernsehen. Unterstützt wurde die Produktion durch den Fernsehfonds Austria sowie das Land Vorarlberg.
Die Kamera führte Lukas Gnaiger. Für den Ton zeichnete Hjalti Bager-Jonathansson verantwortlich, für die Ausstattung Christine Egger, für das Kostümbild Heike Werner und für die Maske Birgit Beranek und Tinka Katherina Brand. In einer Statistenrolle war der Bregenzer Bürgermeister Michael Ritsch als Gast im Café Köhler zu sehen.

## Rezeption

### Kritiken
Die Kritiker der Fernsehzeitschrift TV Today fassten Das zweite Gesicht mit den Worten Fesselnder, optisch starker Fall, nur das Duo schwächelt zusammen. Sie bewerteten den Film mit 2 von 3 Punkten.
Tilmann P. Gangloff vergab auf tittelbach.tv 3,5 von sechs Sternen und meinte, dass der Regisseur Christian Theede die typischen Besonderheiten der Filme betone und gerade die Auftaktbilder vom Naturgeisterfest sehr eindrucksvoll gefilmt seien. Darstellerisch sei die ab etwa der Hälfte unter dem Faust’schen Motto Zwei Seelen wohnen, ach, in meiner Brust stehende Handlung allerdings nicht rundum befriedigend.
Michael Hanfeld befand in der Frankfurter Allgemeinen Zeitung, dass sich diese Geschichte auf dem Routine-Niveau einfände, mit dem die Montagskrimis des ZDF ihr Publikum bei der Stange halten. Das reiße einen nicht vom Hocker, falle aber im geschulten Umgang mit Genres und Spannungsaufbau und einer guten Besetzung auch nicht ab.
Oliver Armknecht bewertete diese Folge auf film-rezensionen.de mit vier von zehn Punkten und meinte, dass sie mit neuem Kreativteam den dringend notwendigen frischen Wind versprach. Stattdessen gäbe es die alten Probleme bei den Figuren. Der Fall selbst sei ebenfalls eine Enttäuschung: Nach einem stimmungsvollen Auftakt werde es zunehmend unsinniger.

### Einschaltquote
Die Erstausstrahlung im ORF am 9. Jänner 2022 erreichte in der Spitze bis zu 894.000 und durchschnittlich 854.000 Zuschauerinnen und Zuschauer, der Marktanteil lag bei 27 Prozent. Mit der durchschnittlichen Reichweite und dem Marktanteil lag dieser Film damit auf dem zweiten Platz seit Start der Reihe.
Die Erstausstrahlung von Das zweite Gesicht am 10. Januar 2022 im Programm des ZDF wurde von 8,23 Millionen Zuschauern gesehen, der Marktanteil betrug 26,8 Prozent. Damit liegt dieser Film in der Reichweite auf Platz zwei, beim Marktanteil teilt er sich mit Die vierte Frau den ersten Platz seit Start der Reihe.